# 曾錦濤
曾錦濤（Tsang Kam To，1989年6月21日—），生於香港，香港足球運動員，司職右後衛，現時效力香港超級聯賽球會九龍城。

## 球員生涯
曾錦濤生於香港，自小六開始便十分熱愛足球，後來加入香港青年軍，中學時期已屢為校隊南征北戰，並曾為2003至04年度沙田及西貢區學界乙組冠軍隊成員之一。2007年夏季在一支為培訓一班年青球員參加2008年奧運足球外圍賽組成的球隊香港08出道，身穿16號球衣，起初在球隊中是司職前鋒的，及後恩師李健和替曾錦濤分析在香港球壇中，球隊陣容的「中軸」（前鋒、中場中路、中堅）也多由外援所佔據，便建議他改踢邊路位置，以迎合大勢所趨。2007年夏季，曾錦濤轉投升班馬香港甲組足球聯賽球會華家堡，穿21號球衣兼轉打右翼衛的位置，不論在香港08和華家堡曾錦濤均多任正選，於右路助攻助守，表現漸漸得到認同。在華家堡中的良好表現，令曾錦濤受到南華和傑志兩會的青睞，而他希望有更多表現自己的機會下，最終在2008年季末選擇加盟傑志，位置為右後衛。在2011年10月24日，傑志對天水圍飛馬的聯賽中，曾錦濤於傑志落後1–2的情況下，獲教練甘巴爾後備入替擔任右翼，入替後不久便助攻給羅沙度射入扳平，最後曾錦濤更在禁區內勁射入網反勝3–2。由於曾錦濤位置上與隊長盧均宜競爭下多年來的機會不算太多，效力傑志7個球季期間，橫掃9個冠軍。
2015年7月9日，東方於社交網站宣佈，曾錦濤正式加盟。在加盟東方後，右腳的他多次客串左後衛表現穩健。2016年1月24日，東方在香港大球場迎戰冠忠南區的高級組銀牌決賽，首度在球會賽事決賽正選上陣的曾錦濤擔任左後衛兼踢足全場，最終助東方第10次取得高級組銀牌錦標，曾錦濤也終能儲齊所有盃賽獎牌。
2016－17年上半季9輪聯賽，曾錦濤以19個成功攔截成為東方龍獅攔截王，於2017年間進行的亞冠盃G組分組賽其中五場均以正選身份登場，最終首次參賽的東方龍獅面對中日韓勁旅亦以1和5負完成亞冠盃分組賽賽事。曾錦濤於2016/17聯賽完成了47次成功攔截，成功率達69%，與2015/16球季一樣都是港超球員防守數據之中最高。
2020年夏季，曾錦濤轉投香港超級足球聯賽球會理文，效力至2022－23年球季結束。
2023–24球季，曾錦濤轉投九龍城，並隨隊於接下來的球季升班。

## 國際賽生涯
2009年11月，曾錦濤入選香港奧運代表隊。早年曾出任中堅的他初時由小組賽開始到甚至四強都沒有份，直到在決賽對日本時臨危受命獲派正選上陣，其後被蘇偉泉後備入替，最終助香港歷史性贏得奪取2009年東亞運動會金牌。
2011年，曾錦濤對馬來西亞的友賽首次代表香港後便未有再入選過一隊，於2015年先後入選第38屆省港盃和港澳埠際賽的香港B隊名單，兩場均以正選身份登場。
在2016年5月23日，曾錦濤事隔幾年後再次入選香港代表隊的決選名單，出戰在緬甸仰光舉行的AYA銀行盃，但兩場亦分別充當後備。
2017年5月19日，曾錦濤事隔一年再次入選香港隊的初選名單，出戰對約旦及北韓的賽事。最終曾錦濤順利躋身決選名單，不過他在第一課訓練後因傷退隊，再一次未能夠有機會代表香港。

## 家庭生活
曾錦濤自幼就同嫲嫲一齊生活，每逢直播嫲嫲都會打開手機看他比賽，但嫲嫲在2016年不幸離世，令到曾錦濤大受打擊，事後曾錦濤在個人Instagram表示最遺憾的是不能令嫲嫲看到自己代表香港隊，曾錦濤於2018年1月10日向拍拖11年的女友Rosanna求婚成功，並於2019年1月18日舉行婚禮。

## 國際賽事紀錄
- 僅列出國際A級比賽

| 上陣次數 | 時間           | 地點                  | 對手     | 比數 | 賽事性質                   | 入球 (累計) |
| -------- | -------------- | --------------------- | -------- | ---- | -------------------------- | ----------- |
| 1        | 2011年2月9日   | 馬來西亞 莎阿南體育場 | 马来西亚 | 0–2  | 國際友誼賽                 | 0 (0)       |
| 2        | 2018年10月11日 | 香港 旺角大球場       | 泰國     | 0–1  | 國際友誼賽                 | 0 (0)       |
| 3        | 2018年11月11日 | 臺灣 臺北田徑場       | 中華臺北 | 2–1  | 2019年東亞足球錦標賽第二圈 | 0 (0)       |
| 4        | 2018年11月13日 | 臺灣 臺北田徑場       |          | 0–0  | 2019年東亞足球錦標賽第二圈 | 0 (0)       |
| 5        | 2018年11月16日 | 臺灣 臺北田徑場       | 蒙古国   | 5–1  | 2019年東亞足球錦標賽第二圈 | 0 (0)       |
| 6        | 2021年6月15日  | 巴林 巴林國家體育場   | 巴林     | 0–4  | 2022年世界盃亞洲區外圍賽   | 0 (0)       |

## 榮譽
傑志
- 香港超級聯賽冠軍（2014–15季度）
- 香港甲組足球聯賽冠軍（2010–11、2011–12、2013–14季度）
- 香港足總盃冠軍（2011–12、2012–13、2014–15季度）
- 香港聯賽盃冠軍（2011–2012、2014–15季度）
- 季後附加賽冠軍（2012–13季度）
- 香港慈善盾冠軍（2009年）

東方龍獅
- 香港超級聯賽冠軍（2015–16季度）
- 香港高級組銀牌冠軍（2015–16季度）
- 香港高級組銀牌亞軍（2016–17、2017–18季度）
- 香港社區盃冠軍（2016年）

香港代表隊
- 東亞運動會足球項目金牌（2009年）
- 香港傑出運動員選舉 香港最佳運動隊伍（2009年）
- 港澳埠際賽冠軍（2009、2015、2016年）

## 外部連結
- 香港足球總會網頁球員資料 （页面存档备份，存于）